# Багаев, Михаил Александрович
Михаил Александрович Багаев (9 [21] ноября 1874, Иваново-Вознесенск, Владимирская губерния — 2 февраля 1949) — русский революционер-большевик. Партийная кличка «медведь». В годы советской власти — хозяйственный работник.

## Биография
Один из организаторов революционного движения во Владимирской губернии, руководитель первого марксистского кружка в Иваново-Вознесенске, организатор «Северного рабочего союза», вёл партийную работу также в Москве, Костроме, Нижнем Новгороде. Делегат IV съезда РСДРП (1905). Делегат I (Тамерфорской) конференции (1905).
За свою революционную деятельность подвергался арестам, находился в ссылках. Октябрьскую социалистическую революцию (1917) встретил в Сибири. Участник Гражданской войны, боролся с интервентами.
С 1919 года отошёл от политической деятельности, с 1923 года работал на ответственных хозяйственных должностях в Москве.
Автор воспоминаний (1949)

## Память

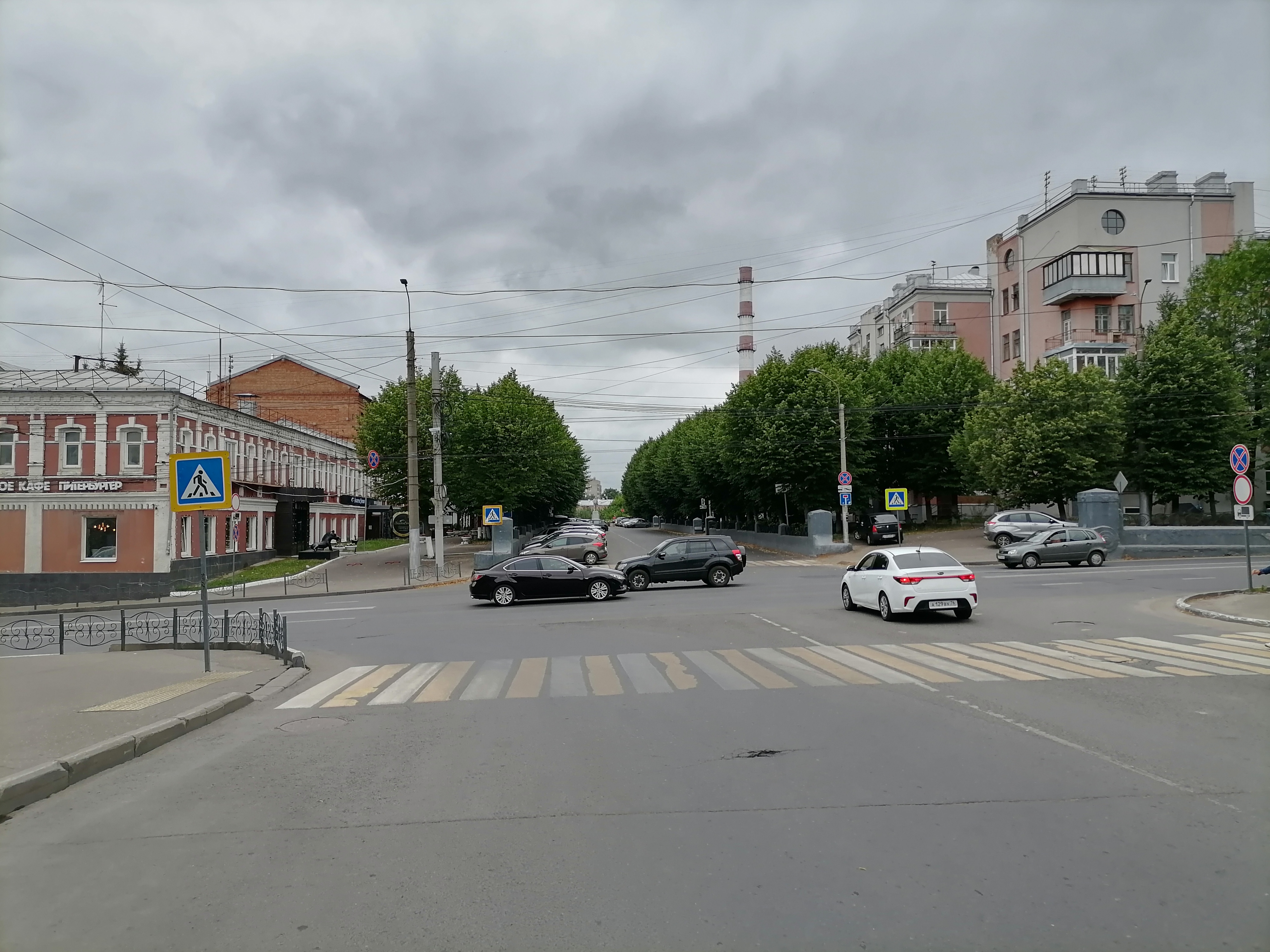
Улица Багаева в Иванове

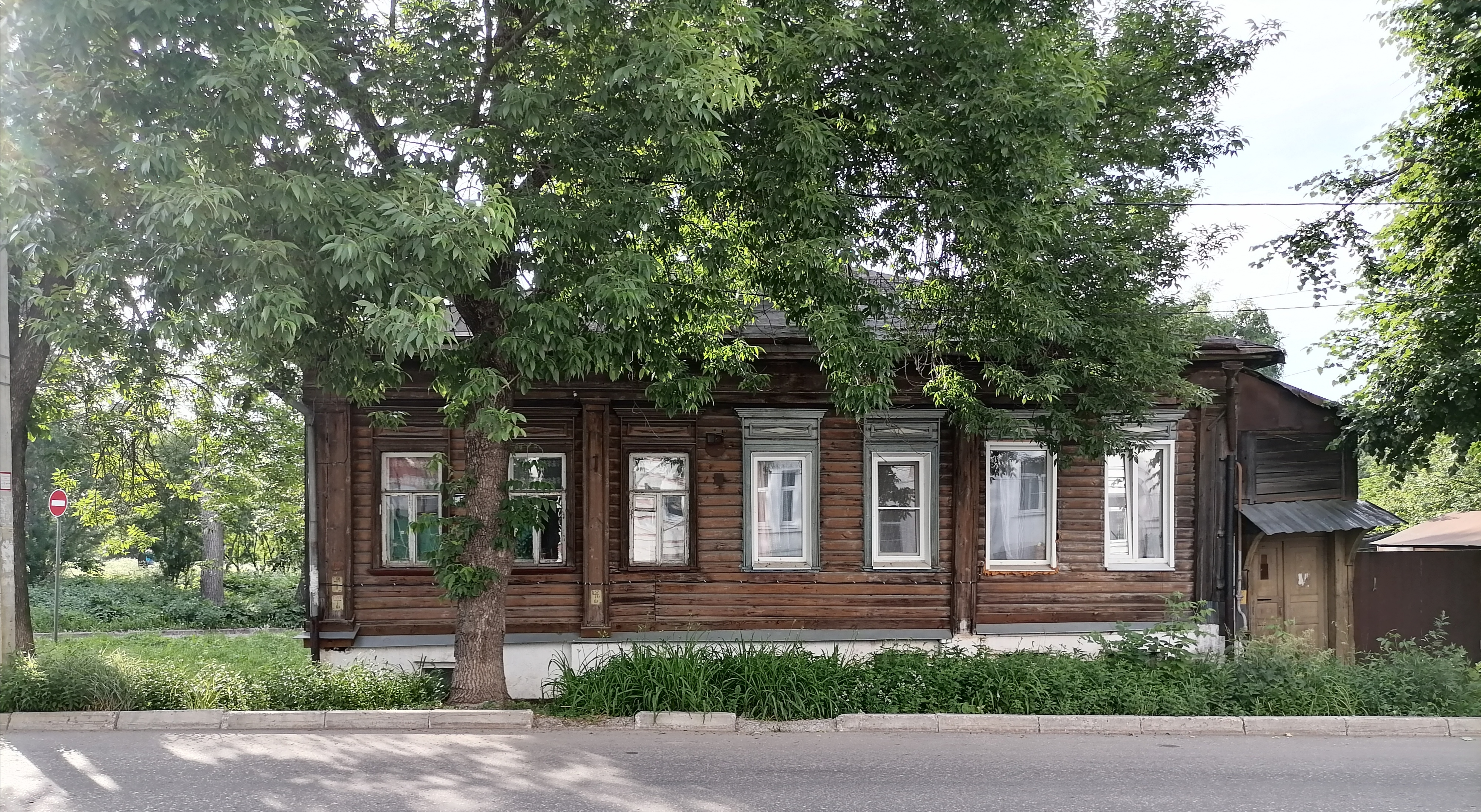
Владимир. Бывший дом Декаполитова

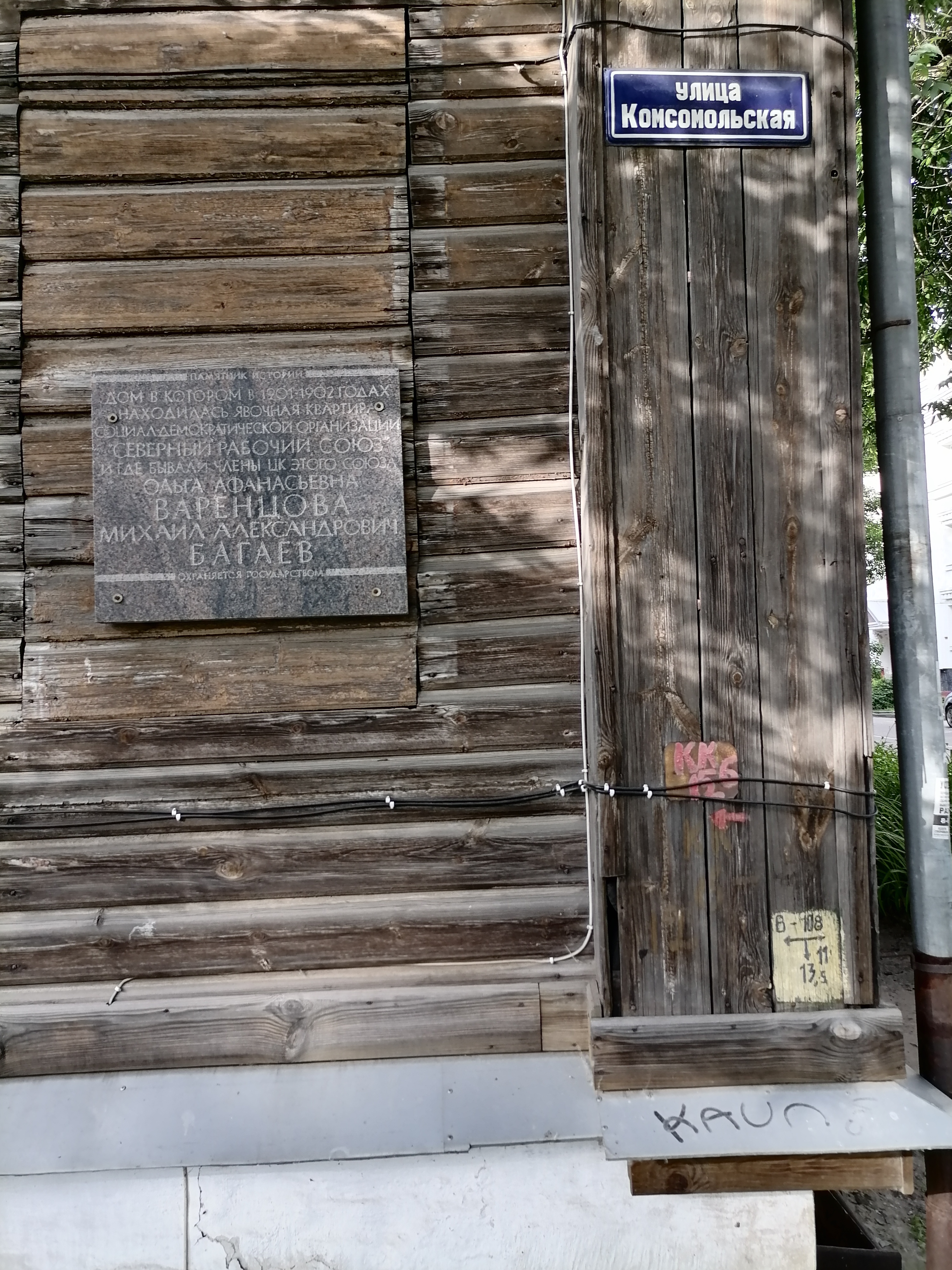
Мемориальная доска на доме Декаполитова

Мемориальная доска М. А. Багаеву установлена во Владимире, на д. 1 (бывший дом Декаполитова) по улице Володарского, в 1901—1902 годах здесь находилась явочная квартира социал-демократической организации «Северный рабочий союз».
В г. Иваново именем М. А. Багаева были названы улица и площадь (с 2012 года площадь стала носить новое название — Площадь Победы).